# イーグル・Mk1
イーグル・Mk1 (Eagle Mk1) （イーグル・T1G (Eagle T1G) とも）は、アングロ・アメリカン・レーサーズが開発したフォーミュラ1カー。レン・テリーが設計した。1966年のF1シーズンに投入されたイーグルは、国際モータースポーツのトップレベルで使用された中で最も美しいグランプリカーの1つと見なされることがしばしばあった。当初は2.7リッターのコヴェントリー・クライマックス製直列4気筒エンジンを搭載したが、本来は第7戦イタリアグランプリで登場したガーニー・ウェスレイク製3.0リッターV型12気筒エンジンの搭載を前提として設計された。チームのボスであるガーニーの手によって、イーグル・ウェスレイクは1967年ベルギーグランプリで優勝した。この勝利は現在でもアメリカ製のマシンにとって唯一のF1での勝利である。

## 設計
多くの分野で大きく成功したモーターレーシングドライバーであるダン・ガーニーは、1950年代後半からF1に参戦していた。ブラバムのワークスチームでドライブしている間に、彼はキャロル・シェルビーを含むアメリカのレース界で著名な人物や財政支援者のグループに加わり、オール・アメリカン・レーサーズを設立した。この取り組みはグッドイヤーから大きく支援を受け、アメリカのオープンホイールレースを長年支配するファイアストンへの挑戦となった。ジャック・ブラバムやブルース・マクラーレンが自身のチームでそのパフォーマンスを発揮したことに触発されて、AARはグランプリレースに参加することを決定した。当時も現在のように、F1マニファクチャラーの主要なエンジニアリングハブはイギリスにあったため、AARは「アングロ・アメリカン・レーサーズ」として知られる子会社チームを設立した。このチームはアメリカに登録および拠点を置いているものの、搭載するイギリス製のウェスレイクエンジンにちなんで命名された。
F1とチャンプカーの両方で勝利するという目的を達成するために、AARは元ロータスのデザイナー、レン・テリーを雇ってアメリカンスタイルのレーシングマシンを設計させた。彼の使命はF1でのツイスティなロードコースサーキットと、チャンプカーの幅広いオーバルサーキットの両方に対応できるシャシーを製作することであった。テリーは1965年のインディ500で優勝したコーリン・チャップマンのロータス・38を完成させたばかりで、このような目的を実行できる理想的な場所に配置された。

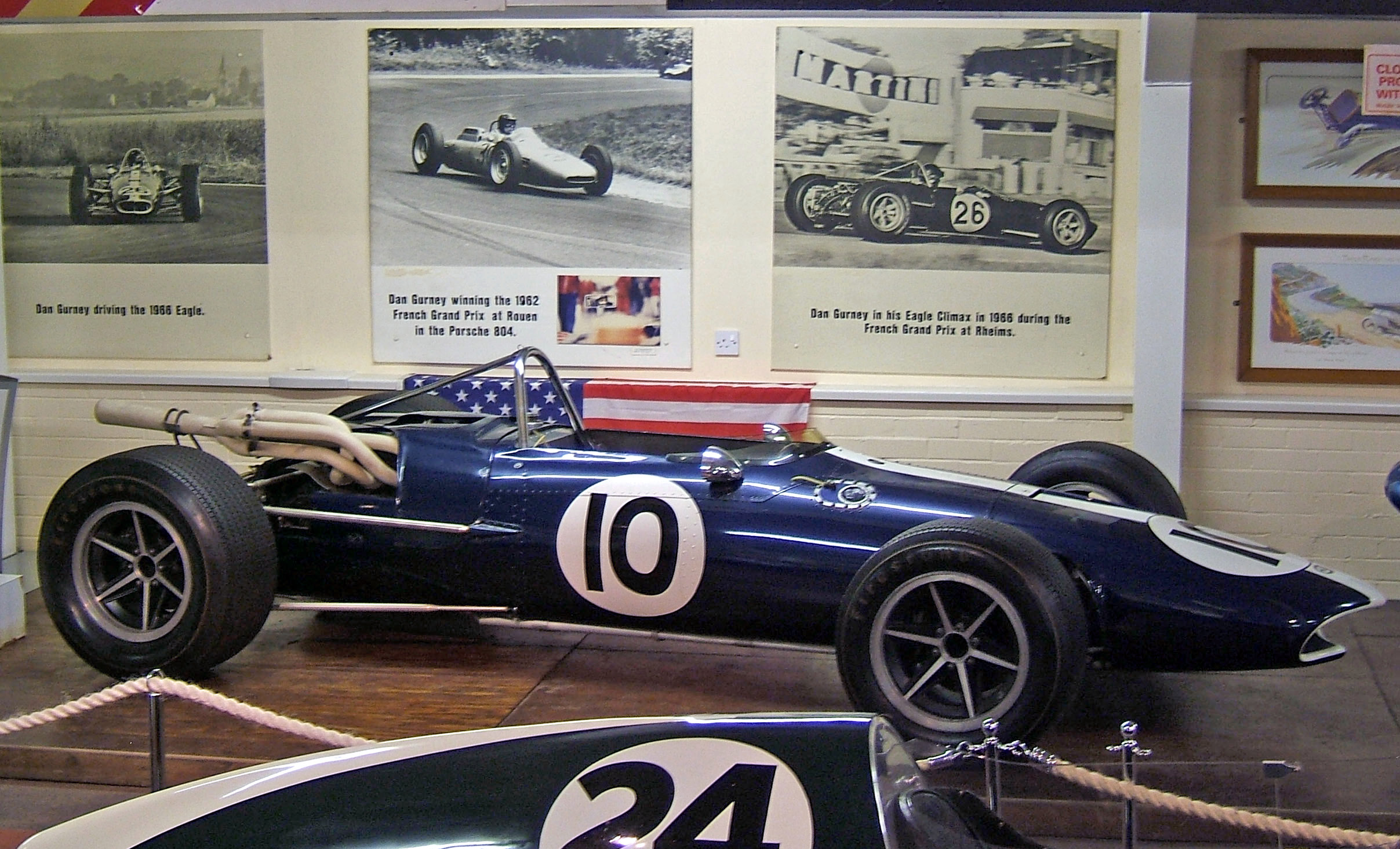
V12が導入される前の1966年と1967年初頭に使用された、コヴェントリー・クライマックスを搭載した初期のバージョンのT1G。「くちばし」型のラジエターインテークがはっきりと見られる。

Mk1とそのインディバージョンであるMk2の設計はロータス・38と非常に近く、中央部分にリベット止めのアルミニウム製モノコックを置き、ドライバーの背後にエンジンがマウントされた。シャシーのラインは非常にクリーンでエレガントであり、フロントにはくちばし型のラジエター開口部を備えていた。サスペンションコンポーネントはこのモノコックに直接取り付けられ、比較的保守的な下部ウィッシュボーンとシングルトップリンクで構成された。これはインボード式のスプリング／ダンパーのロッカーとしても機能した。Mk1はオーブリー・ウッズが設計したウェスレイク製V12エンジンを中心に設計され、Mk2は基本的に同じシャシー設計であるが、前年のインディ500を制したロータス・38にも搭載されたフォード製V8エンジンの搭載を前提に設計された。
ガーニーはブリティッシュ・レーシング・モータース（BRM）のF1チームに所属していた1960年に、BRMエンジニアのオーブリー・ウッズと知り合いになった。ウッズはその後ウェスレイク・エンジニアリングに移籍する。ウッズを通じて、ガーニーはシェル・オイルが資金提供したウェスレイクのエンジン開発プロジェクトに気づいた。この2気筒500ccテストエンジンは印象的な馬力を生み出した。テストエンジンの出力を3リッターV12エンジンに換算すると、最大450馬力を出力する可能性があったため、ガーニーはウェスレイクにエンジンの製造を依頼した。
4カムのフォードV8を備えた5台のMk2シャシーは、1966年のインディ500に投入されたが、ウェスレイク製V12エンジンはF1シーズンの開幕には間に合わなかった。最初のMk1は、古い2.7リッターのコベントリー・クライマックスFPF直列4気筒エンジンを搭載して出走した。しかしウェスレイクの準備が整うと、信頼性は低かったものの、非常に競争力があることが証明された。高回転のV12エンジンは、第一次世界大戦で余剰になった工作機械を使用して製造されていたため、公差と部品の互換性が不十分であった。それにもかかわらず、ウェスレイク製V12は独特の咆哮を備えた印象的なエンジンであり、初期の開発段階でも360bhpを発揮した。1967年シーズンの終わりまでに、この数値は400bhpを超え、フェラーリやホンダのV12、そして新型のコスワースDFV V8と競合することになった。エンジンの出力を制限する1つの機械的な欠陥は、オイルスカベンジングシステムの設計ミスに関係していた。この問題は開発プロセスの後半で発見されたため修正できなかった。原因となったオイルがエンジンのサンプに溜まり、出力がわずかに低下した。ガーニーはこの現象を、レースの3～4周後にエンジンから「エッジを奪う」と表現した。
3台のMk1シャシーは元々アルミニウム構造で製作されたが、4台目は高度で新奇な金属合金が組み込まれた。このシャシーには多くのコンポーネントでチタンを広範囲に使用し、モノコックパネルワークにマグネシウム板が多く使用された。その斬新な素材のため、この車、シャシー番号104は「Ti-Magカー」と呼ばれた。ガーニーはこのような可燃性材料で作られた車を運転することに伴うリスクをよく理解していた。1968年フランスグランプリでジョー・シュレッサーがマグネシウムの火の玉に包まれて死亡したのを目撃した後、ガーニーは104でのレースを「ロンソンのシガレットライターを運転する」と表現した。

## レース戦歴
イーグル・Mk1は1966年ベルギーグランプリでデビューを果たし、ダン・ガーニーがドライブした。イーグルは優雅に細工されたシャシーがダークブルーのペイントで覆われ、ラジエーター開口部は白いリップ、車体の中央には一本の白いストライプが入り、即座に視覚的なインパクトを与えた。これはアメリカのナショナルカラーをエレガントに解釈した物であった。チームにとって残念なことは、その美貌にもかかわらず、車は完成していなかった。1966年イタリアグランプリで新しいV12エンジンが導入され、ガーニーは新しいV12車のハンドルを握り、古いV8車はフィル・ヒルが加入してドライブした。ヒルは予選落ちし、ガーニーはレース中にリタイア、不吉なスタートとなった。ガーニーはフランスとメキシコの両グランプリでポイントを獲得したが、どちらもクライマックスエンジンを搭載した車での結果であった。
1967年シーズンには、クライマックスエンジンのシャシー101がカナダ人ドライバーのアル・ピーズに売却され、AARは全てのシャシーがウェスレイク製V12エンジンを搭載した。シーズンは関係者全員にとって非常に苛立たしいものであった。ガーニーとチームメイトのブルース・マクラーレンは、シーズン11戦のグランプリで参加したレースは全て予選を通過したが、フィニッシュしたのは2戦のみであった。この2戦はいずれも表彰台を獲得したことが、イーグル・Mk1のスピードを強調している。AARの初勝利はブランズ・ハッチで行われた1967年のレース・オブ・チャンピオンズであり、ガーニーがこの権威あるノンタイトル戦でアルミニウム製シャシーの102を勝利に導いた。104は1967年シーズンの序盤、ザントフォールトで行われたオランダグランプリで導入された。Mk1の中でも最軽量かつ最速であったこの車で、ガーニーはベルギーグランプリで優勝した。この勝利はチームが唯一記録した勝利である。
1968年までにインディカーでの成功が増加したにもかかわらず、アングロ・アメリカン・レーサーズは資金が不足し始めていた。イーグル・Mk1の開発は、チームが後継であるMk6の設計にわずかな資金を投入したため中止された。ガーニーは1968年シーズン前半の間、古い車を使い続けたが、何回かのリタイアと9位でのフィニッシュで報われた。その複雑なV12エンジンのおかげで明らかに信頼性の低い車でも、グリッドを維持するのに最も高価な車の1つであるため、チームはマクラーレン・M7Aを購入した。皮肉なことに、ガーニーがチームの今シーズンの唯一のポイントを獲得したのは、前年のチームメイトによって製作されたマクラーレンであった。シーズンの終わりにAARはUSACレースに力を注ぐために、グランプリから撤退した。
F1レースでイーグル・Mk1が最後に登場したのは、1969年カナダグランプリであった。アル・ピーズが101をドライブした。ピーズのイーグル・クライマックスは、F1史上、世界選手権のレースで走行するには遅すぎるために失格となった唯一の車であるという不名誉を被った。基本的なMk1 / Mk2シャシーの設計は、1970年代初頭までアメリカでの選手権レースで使用され続けた。当時のほとんどの車と共通して、実験的なウィングや他の空力補助装置（ガーニーの名を冠したガーニーフラップを含む）は長年にわたってテリーの設計したしなやかなシャシーラインに追加され、車の視覚的影響を減らし、車の最も注目すべき単一のデザイン機能であるくちばし型ノーズの痕跡を覆い隠した。

## F1における全成績
(key) （太字はポールポジション、斜体はファステストラップ）
| 年     | チーム                           | エンジン                           | タイヤ | ドライバー                     | 1    | 2    | 3   | 4    | 5    | 6   | 7    | 8    | 9    | 10  | 11  | 12  | ポイント | 順位      |
| ------ | -------------------------------- | ---------------------------------- | ------ | ------------------------------ | ---- | ---- | --- | ---- | ---- | --- | ---- | ---- | ---- | --- | --- | --- | -------- | --------- |
| 1966年 | アングロ・アメリカン・レーサーズ | クライマックス L4 ウェスレイク V12 | G      |                                | MON  | BEL  | FRA | GBR  | NED  | GER | ITA  | USA  | MEX  |     |     |     | 4† 0     | 7位† 13位 |
| 1966年 | アングロ・アメリカン・レーサーズ | クライマックス L4 ウェスレイク V12 | G      | ダン・ガーニー                 |      | Ret† | 5†  | Ret† | Ret† | 7†  | Ret  | Ret  | 5†   |     |     |     | 4† 0     | 7位† 13位 |
| 1966年 | アングロ・アメリカン・レーサーズ | クライマックス L4 ウェスレイク V12 | G      | フィル・ヒル                   |      |      |     |      |      |     | DNQ† |      |      |     |     |     | 4† 0     | 7位† 13位 |
| 1966年 | アングロ・アメリカン・レーサーズ | クライマックス L4 ウェスレイク V12 | G      | ボブ・ボードラン               |      |      |     |      |      |     |      | DSQ† | Ret  |     |     |     | 4† 0     | 7位† 13位 |
| 1967年 | アングロ・アメリカン・レーサーズ | クライマックス L4 ウェスレイク V12 | G      |                                | RSA  | MON  | NED | BEL  | FRA  | GBR | GER  | CAN  | ITA  | USA | MEX |     | 0† 13    | 12位† 7位 |
| 1967年 | アングロ・アメリカン・レーサーズ | クライマックス L4 ウェスレイク V12 | G      | ダン・ガーニー                 | Ret† | Ret  | Ret | 1    | Ret  | Ret | Ret  | 3    | Ret  | Ret | Ret |     | 0† 13    | 12位† 7位 |
| 1967年 | アングロ・アメリカン・レーサーズ | クライマックス L4 ウェスレイク V12 | G      | リッチー・ギンサー             |      | DNQ  |     |      |      |     |      |      |      |     |     |     | 0† 13    | 12位† 7位 |
| 1967年 | アングロ・アメリカン・レーサーズ | クライマックス L4 ウェスレイク V12 | G      | ブルース・マクラーレン         |      |      |     |      | Ret  | Ret | Ret  |      |      |     |     |     | 0† 13    | 12位† 7位 |
| 1967年 | アングロ・アメリカン・レーサーズ | クライマックス L4 ウェスレイク V12 | G      | ルドヴィコ・スカルフィオッティ |      |      |     |      |      |     |      |      | Ret  |     |     |     | 0† 13    | 12位† 7位 |
| 1967年 | カストロール・オイルズ Ltd.      | クライマックス L4                  | G      | アル・ピーズ                   |      |      |     |      |      |     |      | NC†  |      |     |     |     | 0† 13    | 12位† 7位 |
| 1968年 | アングロ・アメリカン・レーサーズ | ウェスレイク V12                   | G      |                                | RSA  | ESP  | MON | BEL  | NED  | FRA | GBR  | GER  | ITA  | CAN | USA | MEX | 0        | NC        |
| 1968年 | アングロ・アメリカン・レーサーズ | ウェスレイク V12                   | G      | ダン・ガーニー                 | Ret  |      | Ret |      |      |     | Ret  | 9    | Ret  |     |     |     | 0        | NC        |
| 1968年 | カストロール・オイルズ Ltd.      | クライマックス L4                  | G      | アル・ピーズ                   |      |      |     |      |      |     |      |      |      | DNS |     |     | 0        | NC        |
| 1969年 | ジョン・マリオン                 | クライマックス L4                  | F      |                                | RSA  | ESP  | MON | NED  | FRA  | GBR | GER  | ITA  | CAN  | USA | MEX |     | 0†       | NC†       |
| 1969年 | ジョン・マリオン                 | クライマックス L4                  | F      | アル・ピーズ                   |      |      |     |      |      |     |      |      | DSQ† |     |     |     | 0†       | NC†       |

†はクライマックス製エンジンでのリザルト。それ以外はウェスレイク製エンジンでのリザルト。

## 名称の混乱
一般にT1G（およびシャシー番号101はT1F）と呼ばれているが、ダン・ガーニーはこれがマシンの正式な名称ではなかったと述べている。正式には単にイーグル・Mark 1とされる。製作された4台のシャシーは101、102、103、および104（Ti-Mag車）の番号が付けられた。インディ用マシンの姉妹車はMk2で、その後のインディ用マシンもモデル番号3と4を採用した。Mk5はMk4シャシーを改造したフォーミュラ・アトランティック用マシンであり、Mk6はMk1の後継となるF1マシンに与えられた名称であった。1968年の終わりにAARがグランプリレースから撤退したことで、チームは年ベースのシャシー番号命名スキームに切り替え、1971年以降のインディ用シャシーは設計年に応じて番号（例：71xx）が与えられるようになった。

## 参照

### その他
- Eagle Mark I Weslake history and photos at Ultimatecarpage.com
- Eagle T1G statistics and information at ChicaneF1.com
- Eagle-Weslake history at ddavid.com
- Eagle overview at allF1.info
- Official Gurney-Weslake home page